# Дзялынский, Ксаверий Шимон
Граф (с 1786) Ксаверий Шимон Тадеуш Дзялынский (пол. Ksawery Szymon Działyński; род. 24 октября 1756 в Конажево — умер 13 марта 1819 там же) − сенатор-воевода Варшавского герцогства и Царства Польского, член Управляющей комиссии Варшавского герцогства в 1807 году.

## Биография
Представитель польского дворянского рода Дзялынских герба «Огоньчик». Второй (младший) сын воеводы калишского Августина Дзялынского (1715—1759) и Анны, урожденной Радомицкой (1724—1812), дочери воеводы иновроцлавского Яна Антония Радомицкого (1690—1728). Старший брат — польский генерал Игнацы Юзеф Дзялынский (1754—1797).
В 1782 году был награжден Орденом Святого Станислава и первый раз был избран послом на сейм от Познанского воеводства. В 1786 году прусский король Фридрих Вильгельм II, на коронации которого Ксаверий Дзялынский присутствовал в составе польской делегации, пожаловал ему титул графа и звание камергера. В 1786 году был вторично избран послом на сейм. В 1788 году он был избран послом на Четырехлетний сейм от Всховской земли. Принимал участие в работе над Конституцией 3 мая, но значительной роли в патриотической партии не сыграл. Был избран от рыцарского чина в судьи Четырехлетнего сейма в 1788 году. 29 апреля 1791 года он принял городское подданство в Варшавской ратуше. 2 мая 1791 года он подписал заверение, в котором обязался поддержать проект правительственного акта. Награжден орденом Белого орла в 1791 году.
Во время восстания Костюшко Ксаверий Дзялынский был членом Временной дирекции казначейских билетов и свободным директором Дирекции казначейских билетов, входил во Временный заместительный совет, где занимался вопросами монетного регулирования. В июне 1794 года он уехал в Познань и был заключен прусскими властями в тюрьму в Шпандау. Освободившись в следующем 1795 году, он занимался в основном хозяйственными делами своего имения. Он был первым, кто приказал провести в Конажево всеобщую вакцинацию против оспы.
К политической деятельности он вернулся в 1806 году. В том же году он отправился с делегацией в Берлин, где рассказал о военных успехах Наполеона. С 14 января 1807 года он был членом Правящей комиссии Варшавского герцогства; занимался хозяйственными делами. Вскоре он был назначен сенатором-воеводой. В качестве сенатора он присутствовал на сейме 1809 года. Он представлял Варшавское герцогство на свадьбе французского императора Наполеона и эрцгерцогини Марии Луизы Австрийской (1811 г.).
После падения Наполеона он остался сенатором Царства Польского. Он отошел от политической деятельности; сосредоточился на экономических вопросах Великого княжества Познанского. Особое внимание он уделял вопросу предоставления крестьянам избирательных прав и пропагандировал сельскохозяйственное образование.

## Награды
- 1783 — Орден Святого Станислава (Речь Посполитая)
- 1786 — Орден Святой Анны (Российская империя)
- 1791 — Орден Белого Орла (Речь Посполитая)
- 1807 — Большой крест Ордена Почетного легиона (Первая Французская империя)
- 1816 — Орден Красного орла 1-го класса (королевство Пруссия)[6]

## Семья
В 1796 году Ксаверий Дзялынский женился на графине Юстине Модесте Дзедушицкой (15 июня 1764 — 30 июня 1844), дочери графа Тадеуша Гервазия Дзедушицкого (1724—1777) и Саломеи Юзефы Биберштейн-Трембинской (1718—1787). У супругов было сын и три дочери:
- Графиня Паулина Анна Дзялынская (1795 — 14 сентября 1856), жена с 1818 года Юзефа Каласантия Дзедушицкого (1776—1847)
- Граф Тит Адам Дзялынский (25 декабря 1797 — 12 апреля 1861), женат с 1825 года на графине Целестине Гризельде Замойской (1804—1883)
- Графиня Габриэла Дзялынская (1798—1813)
- Графиня Клавдия Теофилия Дзялынская (27 августа 1801 — 8 июня 1836), жена с 1825 года графа Бернарда Анджея Потоцкого (1800—1874).